# Kathy Najimy

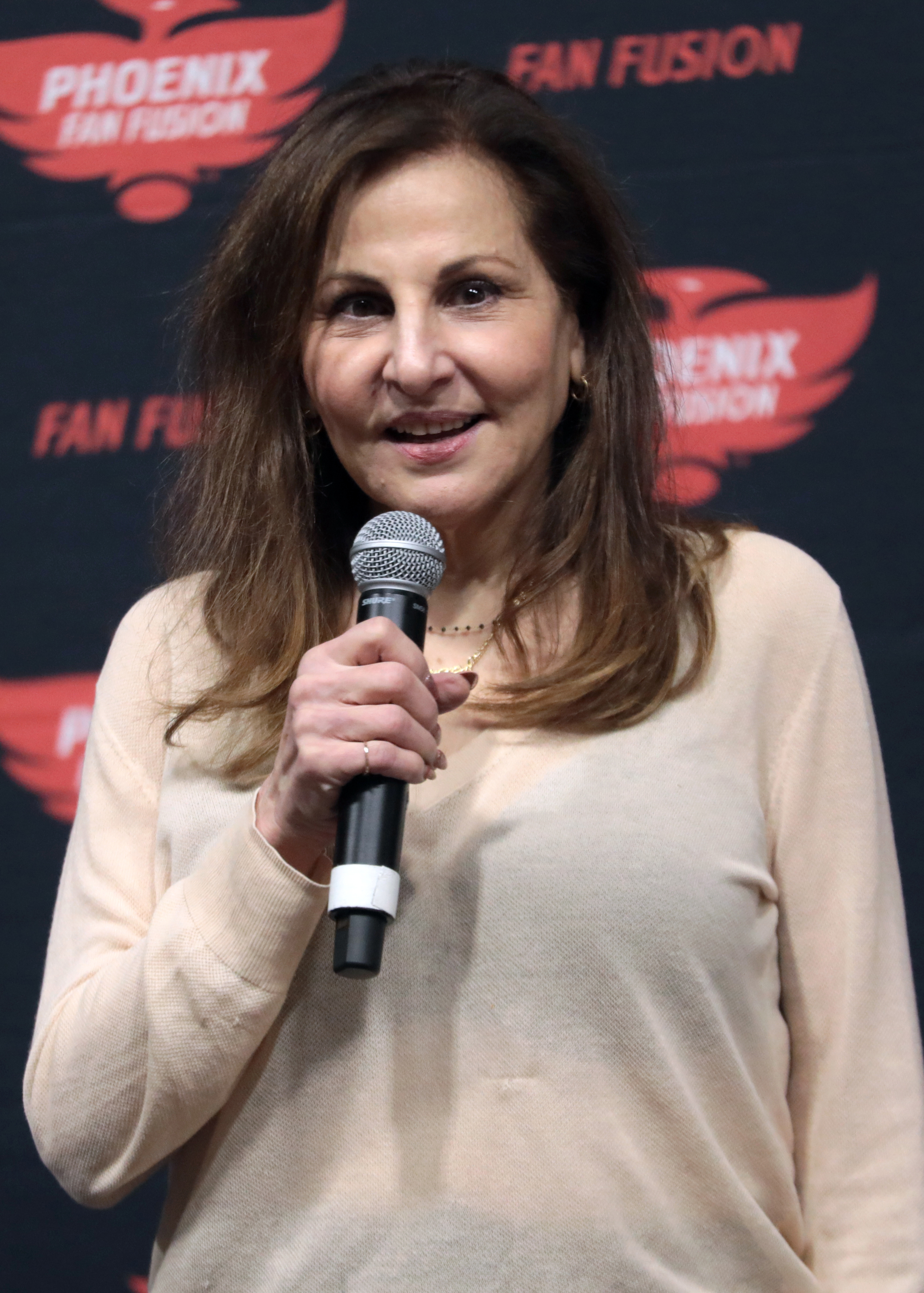
Kathy Najimy, 2023

Katherine Ann „Kathy“ Najimy (* 6. Februar 1957 in San Diego, Kalifornien) ist eine US-amerikanische Schauspielerin.

## Leben
Najimys Eltern waren libanesischer Herkunft. Bekannt ist Najimy vor allem durch ihre Rollen als Schwester Mary Patrick in Sister Act und Sister Act 2 und als eine der Sanderson-Schwestern, die sie zusammen mit Bette Midler und Sarah Jessica Parker in Hocus Pocus verkörperte.
Kathy Najimy heiratete im August 1995 Dan Finnerty; ihre erste Tochter wurde im Jahr 1996 geboren, deren Patentante ist Ellen DeGeneres. Najimy ist bekannt als Aktivistin für Homosexuellen-, Frauen- und Menschenrechte. Sie selbst ist bisexuell und Vegetarierin.
Im Jahr 2004 wurde sie von Ms. Magazine zur Frau des Jahres gewählt.

## Filmografie

### Filme (Auswahl)
- 1991: The Kathy & Mo Show: Parallel Lives (Fernsehfilm)
- 1991: Auf die harte Tour (The Hard Way)
- 1991: Lieblingsfeinde – Eine Seifenoper (Soapdish)
- 1991: König der Fischer (The Fisher King)
- 1991: Das Geld anderer Leute (Other People’s Money)
- 1992: Showtime – Hilfe, meine Mama ist ein Star (This Is My Life)
- 1992: Topsy and Bunker: The Cat Killers
- 1992: Sister Act – Eine himmlische Karriere (Sister Act)
- 1993: Sister Act 2 – In göttlicher Mission (Sister Act 2: Back in the Habit)
- 1993: Hocus Pocus
- 1994: Extra Terrorestrial Alien Encounter (Kurzfilm)
- 1994: Was ist Pat?  (It’s Pat)
- 1994: In Search of Dr. Seuss (Fernsehfilm)
- 1995: Jeffrey
- 1995: The Kathy & Mo Show: The Dark Side (Fernsehfilm)
- 1997: Danny, der Kater – Vier Pfoten erobern Hollywood (Cats Don’t Dance, Stimme)
- 1997: Nevada
- 1997: Shantay (Kurzfilm)
- 1997: Women Without Implants (Kurzfilm)
- 1998: Chucky und seine Braut (Bride of Chucky)
- 1998: Das Dschungelbuch – Mowglis Abenteuer (The Jungle Book: Mowgli’s Story, Stimme)
- 1998: Zack & Reba (Zack and Reba)
- 1998: Eine zweite Chance (Hope Floats)
- 1999: Jackie’s Back! (Fernsehfilm)
- 1999: The Sissy Duckling (Fernsehfilm, Stimme)
- 1999: Cinderelmo (Fernsehfilm)
- 2000: Women Love Women (If These Walls Could Talk 2, Fernsehfilm)
- 2000: Attention Shoppers
- 2000: Leaving Peoria (Kurzfilm)
- 2001: Wedding Planner – Verliebt, verlobt, verplant (The Wedding Planner)
- 2001: Dave the Brave Meets a Big, Orange Monster (Kurzfilm)
- 2001: Rat Race – Der nackte Wahnsinn (Rat Race)
- 2002: Das Scream Team (The Scream Team, Fernsehfilm)
- 2004: Balto – Sein größtes Abenteuer (Balto III: Wings of Change, Stimme)
- 2005: Say Uncle
- 2005: Bam Bam and Celeste
- 2005: Wayside School (Fernsehfilm)
- 2006: Getting Played (Fernsehfilm)
- 2006: Bärenbrüder 2 (Brother Bear 2, Stimme)
- 2006: Tom und Jerry – Piraten auf Schatzsuche (Tom and Jerry in Shiver Me Whiskers, Stimme)
- 2006: Scooby-Doo! Pirates Ahoy! (Stimme)
- 2008: Two Sisters (Fernsehfilm)
- 2008: WALL·E – Der Letzte räumt die Erde auf (WALL·E, Stimme)
- 2008: Tinkerbell (Tinker Bell, Stimme)
- 2008: Prop 8: The Musical (Kurzfilm)
- 2010: Step Up 3D
- 2010: Not Your Time (Kurzfilm)
- 2011: California Romanza (Kurzfilm)
- 2011: Five (Fernsehfilm)
- 2011: Gefährliche Überraschung (Deck the Halls, Fernsehfilm)
- 2012: BearCity 2: The Proposal
- 2012: Liebe in acht Lektionen (How to Fall in Love, Fernsehfilm)
- 2012: Das Geheimnis der Feenflügel (Secret of the Wings, Stimme)
- 2012: Unterwegs mit Mum (The Guilt Trip)
- 2013: Clutter
- 2013: A Madea Christmas
- 2015: Descendants – Die Nachkommen (Descendants, Fernsehfilm)
- 2015: Eine Weihnachtsmelodie (A Christmas Melody, Fernsehfilm)
- 2021: Single All the Way
- 2022: Hocus Pocus 2

### Fernsehserien
- 1994, 1996: Duckman: Private Dick/Family Man (zwei Folgen, Stimme)
- 1994–1997: Ellen (drei Folgen)
- 1995: Dumb and Dumber (eine Folge, Stimme)
- 1996: Chicago Hope – Endstation Hoffnung (Chicago Hope, drei Folgen)
- 1996: Adventures from the Book of Virtues (eine Folge, Stimme)
- 1996: Clueless – Die Chaos-Clique (Clueless, eine Folge)
- 1997: Allein gegen die Zukunft (Early Edition, eine Folge)
- 1997: Muppets Tonight! (eine Folge)
- 1997, 1999: Hey Arnold! (zwei Folgen, Stimme)
- 1997–2000: Veronica (Veronica’s Closet, 65 Folgen)
- 1997–2010: King of the Hill (258 Folgen, Stimme)
- 1998: For Your Love (eine Folge)
- 1998–1999: Hercules (zwei Folgen, Stimme)
- 1999: Expedition der Stachelbeeren (The Wild Thornberrys, eine Folge, Stimme)
- 1999–2000: Pepper Ann (drei Folgen, Stimme)
- 2000–2001: Little Bill (zwei Folgen)
- 2001: Disneys Tarzan (eine Folge)
- 2001–2003: Oswald (vier Folgen)
- 2003: Ozzy & Drix (eine Folge, Stimme)
- 2003: Stuart Little (eine Folge, Stimme)
- 2003: Die Mumie – Das Geheimnis der Mumie (The Mummy: Secrets of the Medjai, eine Folge, Stimme)
- 2004: Rocket Power (eine Folge, Stimme)
- 2004: Higglystadt Helden (Higglytown Heroes, eine Folge, Stimme)
- 2006: Rugrats (eine Folge, Stimme)
- 2006: Raven blickt durch (That’s So Raven, eine Folge)
- 2006–2007: Numbers – Die Logik des Verbrechens (Numb3rs, neun Folgen)
- 2007: Hotel Zack & Cody (The Suite Life of Zack & Cody, eine Folge)
- 2008: Privileged (zwei Folgen)
- 2009: Drop Dead Diva (eine Folge)
- 2009: Desperate Housewives (eine Folge)
- 2010: Alles Betty! (Ugly Betty, eine Folge)
- 2011: Mr. Sunshine (eine Folge)
- 2011: Franklin & Bash (zwei Folgen)
- 2011–2012: Make It or Break It (fünf Folgen)
- 2012: Men at Work (eine Folge)
- 2013: The Big C  … und jetzt ich (The Big C, vier Folgen)
- 2013: Twisted (eine Folge)
- 2014: Inside Amy Schumer (eine Folge)
- 2014–2019: Veep – Die Vizepräsidentin (Veep, zwölf Folgen)
- 2016: Unforgettable
- 2017: BoJack Horseman (eine Folge, Stimme)
- 2019: The Good Fight (eine Folge)
- 2019: Good Witch (eine Folge)